# Países menos desarrollados

Países según las clasificaciones de desarrollo económico del Fondo Monetario Internacional y de las Naciones Unidas.
Países desarrollados
Países en vías de desarrollo
Países menos desarrollados
Datos no disponibles

Los países menos desarrollados (PMD) o países subdesarrollados es un término convencional  el es mejor para la clasificación de los países según su nivel de desarrollo económico proveniente del inglés Least Developed Country.  Según la definición utilizada en las Naciones Unidas, que creó el término en 1971, son los que muestran los indicadores socioeconómicos más bajos, especialmente en el Índice de Desarrollo Humano (IDH) y reúnen los tres criterios siguientes:
- Baja renta per cápita: tres años de media   media inferior a 905 dólares USA, requiriéndose superar los 1 086 para superar la condición de menos desarrollado.
- Debilidad en recursos humanos: comprobada con los indicadores de nutrición, salud, educación y alfabetización de adultos.
- Vulnerabilidad económica: producida por la inestabilidad de la producción agrícola, de las exportaciones de bienes y servicios, la concentración en la exportación de ciertas mercancías —monocultivos—, la escasa importancia económica de las actividades no tradicionales —economía de subsistencia—, las dificultades consiguientes a la pequeña escala del mercado nacional y las empresas o la repetición de desastres naturales, guerras o conflictos internos que causen desplazamientos masivos de la población.

Durante la última revisión de Estados Unidos (2003),) se definió el término como los países que cumplían los tres criterios, uno de los cuales era una estimación persistente (tres años de media) de PNB per cápita menor de 750 dólares. Se excluían los países con poblaciones superiores a 75 millones de habitantes.
El Alto Representante de las Naciones Unidas para los Países Menos Desarrollados (The United Nations Office of the High Representative for the Least Developed Countries, Landlocked Developing Countries and Small Island Developing States) coordina la política de las Naciones Unidas para estos países, y proporciona servicios para ellos.
Ocho países lograron deslistarse, siendo el último Santo Tomé y Príncipe en 2024. El primero fue Botsuana en 1994.

## Uso y abreviaturas
Los países menos desarrollados se distinguen en la terminología utilizada en las Naciones Unidas y los estudios geográficos y económicos de los países en vías de desarrollo y los países desarrollados. Otros términos, especialmente el de países emergentes, se utilizan con distintos contenidos. Los términos países subdesarrollados y tercer mundo, muy utilizados en la segunda mitad del siglo XX, suelen ser considerados por los expertos como desfasados, irrelevantes o poco ajustados a la realidad de la situación internacional a comienzos del siglo XXI. En cambio, el término países pobres sigue utilizándose con profusión, así como el término pobreza. Aunque en algunas circunstancias se ha utilizado el término cuarto mundo para los países menos desarrollados, este término se acuñó y suele reservarse a los estratos sociales más pobres dentro de los países más ricos.
Una denominación que tiene cierto uso es la de "países económicamente menos desarrollados" ("less economically developed country" en inglés, con las siglas LEDC). Conviene evitar la confusión con otras expresiones inglesas de contenido semejante y sutiles diferencias: "least developed country" y "landlocked developing country" (siglas LDC y LLDC). El primero de estos términos únicamente se diferencia por el uso las palabras less o least ("menos" o "menor" —la utilización del término países de menor desarrollo es también usual en castellano), mientras que el segundo se refiere a los que no tienen salida al mar, circunstancia que contribuye a la dificultad en su desarrollo (cuestión no tan decisiva para otros casos, como los de Suiza o Austria).
Se utiliza también la sigla PMA (del francés pays les moins avancés —países menos avanzados—, también traducida como "países menos adelantados").

## Diferentes situaciones dentro de los países menos desarrollados
La mayor parte de los países menos desarrollados, especialmente los del África Subsahariana, que son la mayoría, se caracterizan por una gran extensión del SIDA y otras enfermedades, así como desnutrición e incluso en algunos casos episodios de hambrunas y verdaderas crisis humanitarias. Sufren condiciones de extrema pobreza, están inmersos en conflictos como guerras civiles o choques étnicos, mantienen estados fallidos o sufren de extensa corrupción política (que llega hasta la cleptocracia) y carecen de estabilidad social. Su forma de gobierno, aunque nominalmente sea democrática, suele corresponderse con distintas formas de autoritarismo o dictadura; e incluso se llega a la división del territorio entre señores de la guerra.
Sin embargo, estas características no aparecen en un grupo específico, los de Oceanía: Kiribati y Tuvalu son naciones políticamente estables, con sistemas democráticos, y no tienen problemas étnicos ni guerras civiles. Sus problemas sanitarios o alimentarios no son tan graves. Su clasificación entre los más pobres se debe a la pequeña escala de sus economías, su dependencia de monocultivos, y la pervivencia de la economía de subsistencia (que al mismo tiempo garantiza medios de vida que alejan a la población de la extrema pobreza). Únicamente  las Islas Salomón se ven afectadas por inestabilidad política y tensión étnica. En 2006 las Naciones Unidas recomendaron revisar la clasificación de Samoa, que pasaría a ser considerado un país en vías de desarrollo, pero el gobierno samoano protestó, solicitando una revisión de la recomendación. Samoa ya no se mantiene en la lista de los menos desarrollados, su salida oficial fue en 2014.

## Comercio internacional
La regulación del comercio internacional ha desarrollado condiciones especialmente ventajosas para los países menos desarrollados, a través de las negociaciones de la Ronda Doha y otras regulaciones de la Organización Mundial de Comercio. Durante la Cumbre Ministerial de Hong Kong de 2005 (en:World Trade Organization Ministerial Conference of 2005) se acordó que sus exportaciones podrían beneficiarse de cuotas libres de acceso y 100% libres de aranceles a los mercados de Estados Unidos y otros países desarrollados, si la ronda se completara. No obstante, el análisis de lo acordado efectuado por algunas ONG de ayuda al desarrollo señaló que el texto incluía carencias sustanciales y que podría interpretarse de modo que ese acceso fuera en realidad mucho menos efectivo incluso que en la actualidad.
La Unión Europea desarrolla políticas de ayuda propias, especialmente las que se incluyen dentro de la Política Agrícola Común de la UE y la iniciativa Todo salvo armas.
Chiedu Osakwe, director de la División de Cooperación Técnica en el Secretariado de la Organización Mundial de Comercio en 2001 (Technical Cooperation Division at the Secretariat of the WTO) y consejero del director-general sobre asuntos de países en desarrollo fue nombrado como Coordinador Especial de la OMC para los países menos desarrollados (WTO Special Coordinator for the Least Developed Countries). Trabajó estrechamente con las otras cinco agencias que junto con la OMC constituyen el Marco Integrado de acción para los Países Menos Desarrollados (Integrated Framework of action for the Least Developed Countries). Su función es elaborar informes sobre acceso a los mercados, tratamiento especial y diferenciado para estos países, su participación en el sistema comercial multilateral y otras cuestiones de desarrollo, especialmente en la forma en que las políticas de competencia afecta a estos países.

## Países menos desarrollados
La Organización de las Naciones Unidas define un listado de países menos desarrollados:
32 en África:
- Angola
- Benín
- Burkina Faso[16]
- Burundi[16]
- República Centroafricana[16]
- Chad[16]
- Comoras[17]
- República Democrática del Congo
- Eritrea
- Etiopía[16]
- Gambia
- Guinea
- Guinea-Bisáu[17]
- Lesoto[16]
- Liberia
- Madagascar
- Malaui[16]
- Mali[16]
- Mauritania
- Mozambique
- Níger[16]
- Ruanda[16]
- Senegal
- Sierra Leona
- Somalia
- Sudán
- Sudán del Sur[16]
- Togo
- Tanzania
- Uganda[16]
- Yibuti
- Zambia[16]

1 en América:
- Haití[17]

8 en Asia:
- Afganistán[16]
- Bangladés
- Camboya
- Timor Oriental[17]
- Laos[16]
- Birmania
- Nepal[16]
- Yemen

3 en Oceanía :
- Islas Salomón[17]
- Kiribati[17]
- Tuvalu[17]

## Países que han dejado de incluirse en la calificación
- Botsuana (desde 1994)[18]
- Cabo Verde (desde 2007)[19]
- Maldivas[17] (desde 2011)[20]
- Samoa[17] (desde 2014)[21]
- Guinea Ecuatorial[22] (desde 2017)[23]
- Vanuatu (desde 2020)[17][7][24]
- Bután (desde 2023)[25]
- Santo Tomé y Príncipe (desde 2024)

## Países que se espera que se gradúen pronto
- 2026:  Bangladés,  Laos,  Nepal[25]
- 2027:  Islas Salomón,  Comoras,  Yibuti [25]